# Баррі Стендер
Баррі Стендер, (англ. Burry Stander, 16 вересня 1987, Порт Шепстон, ПАР — 3 січня 2013, Шеллі Біч, ПАР) — південно-африканський маунтбайкер у категорії крос-кантрі, володар Кубку світу у категорії до 23 років у 2009 році, срібний призер Кубку світу у 2012 році.
На Олімпійських іграх 2008 року в Пекіні Стендер фінішував 15-им, 2012 року в Лондоні — 5-им.
У 2011 та 2012 виграв Absa Cape Epic в парі з Кристофом Сосером.
Стендер загинув у зіткненні з таксі у Шеллі Біч, Південна Африка, 3 січня 2013.